# Granbergsdals station
Granbergsdals station är en tidigare lastplats och järnvägsstation i Granbergsdal, norr om Karlskoga, nära Granbergsdals hytta på linjen Nora–Strömtorp på Nora Bergslags Järnväg.
Stationen öppnades 1874 i samband med järnvägens öppnande. Den låg då 700 meter närmare Karlskoga. Den flyttades 1911 och 1912 revs den gamla stationsbyggnaden. Stationen avbemannades 1963. 1966 lades persontrafiken på järnvägen ned och därmed även persontrafiken i Granbergsdal. 1976 lades även godstrafiken ned.